# 趙勁皓
趙勁皓（英語：Chiu King Ho, King，1988年3月5日—）。籃球運動員、模特兒及演員。2012年因成为服装品牌A & F香港分店開幕模特兒而為人所知。2013年推出首本個人寫真集。不過，趙勁皓曾先後於多間中學任籃球校隊教練，早前因校方覺得趙勁皓的男同性戀寫真集有損教學形象， 5間中學相繼與 趙勁皓取消合作，斬纜以策安全。

## 簡介
趙勁皓早年為香港籃球聯賽男子甲二組（後為甲一組）籃球聯賽隊伍香港遊樂場協會籃球隊的前鋒，2011年轉投超敏籃球隊至今。
當時，趙勁皓並未為多數香港人認識，直到2012年8月A & F在香港開設分店時他獲選成為香港代表而受到注意，並進軍娛樂圈。2013年乘勢推出男同性戀寫真集。
推出男同性戀寫真集於香港書展期間，得隱形男性富商購入8000本而為一時佳話，與同期推出寫真集的顧又銘及何浩文同被封稱為肌男，深受同性戀者和男性讀者歡迎，隨後更投資男同性戀酒吧坐大腿「陪客好正常」和健身室。 2014年夥同男模張嘉偉，發行第二本男同性戀寫真集King X Karl  大打男同志兄弟情市場，同樣得到男性富商購買3000本，有男同性戀讀者支持。
其妻子是模特兒盧頌之，兩人育有一子一女。

## 電影
- 2013年《爆3俏嬌娃》
- 2021年《一秒拳王》

## 電視節目
- 2013年《超級無敵獎門人 終極篇》

ViuTv
- 2017年《超低能特攻隊》

## 微電影
- 2012年 《兜售回憶》 飾

## 劇集
- 2018年《飛虎之潛行極戰》 飾 火威

## 外部連結
- 趙勁皓的Facebook專頁
- 趙勁皓的新浪微博